# J. B. Lenoir
J. B. Lenoir (5 de marzo de 1929 - 29 de abril de 1967) fue un cantante, compositor y guitarrista estadounidense de blues nacido en Monticello Misisipi. Durante los primeros años de la década de los 40, Lenoir trabajó con los ilustres bluesmen de la época Sonny Boy Williamson y Elmore James en Nueva Orleans. En 1949, Lenoir se tralasdó a Chicago y comenzó a tocar en grandes clubs de blues con Memphis Minnie, Big Maceo y Muddy Waters. Durante los 50, Lenoir grabó varios discos en Chicago con el sello Chess Records, J.O.B. Records, Parrot Records y Checker Records. 
J. B. Lenoir fue conocido por su estética cebra en camisas y chaquetas y por su característica voz afeminada. Pero, sobre todo, influyó a muchos guitarristas posteriores por sus composiciones de blues para la guitarra eléctrica. Su banda estaba compuesta por un piano (Sunnyland Slim), un saxofón (J. T. Brown) y una batería (Alfred Wallace). En ese período, escribió numerosas canciones blues entre las que destacan Don't Dog Your Woman, Mama Talk To Your Daughter, y Don't Touch My Head.
El Movimiento por los derechos americanos animó a Lenoir a que grabase varias canciones con su guitarra acústica, acompañado de Willie Dixon en el bajo y Fred Below en batería. Eran canciones protesta referentes al racismo o a la Guerra del Vietnam. Su "Alabama Blues", por ejemplo, incluye estas líneas:
I never will go back to Alabama, that is not the place for me (2x)
You know they killed my sister and my brother,
and the whole world let them peoples go down there free
Nunca volveré a Alabama, no es un lugar para mí (2x)
Sabes que ellos mataron a mi hermana y a mi hermano,
y todo el mundo deja que esas personas sigan libres allí
Aunque sus letras fueran duras, Lenoir cantaba con gran dulzura, y fue conocido por ser una persona extremadamente educada y gentil. Murió el 29 de abril de 1967 en Urbana, Illinois a causa de un ataque al corazón debido a las lesiones que le había provocado un accidente de coche tres semanas antes. Su desgraciada muerte fue cantada posteriormente por John Mayall en la canción "Death of J. B. Lenoir". 